# بیوت دی مورتس (ویسکانسین)
بیوت دی مورتس (به انگلیسی: Butte des Morts) یک منطقهٔ مسکونی در ایالات متحده آمریکا است که در Winneconne (town) واقع شده‌است. بیوت دی مورتس ۳٫۲۲ کیلومتر مربع مساحت و ۹۶۲ نفر جمعیت دارد و ۲۳۶٫۲۲ متر بالاتر از سطح دریا واقع شده‌است.